# Hans Wahl (Dichter)

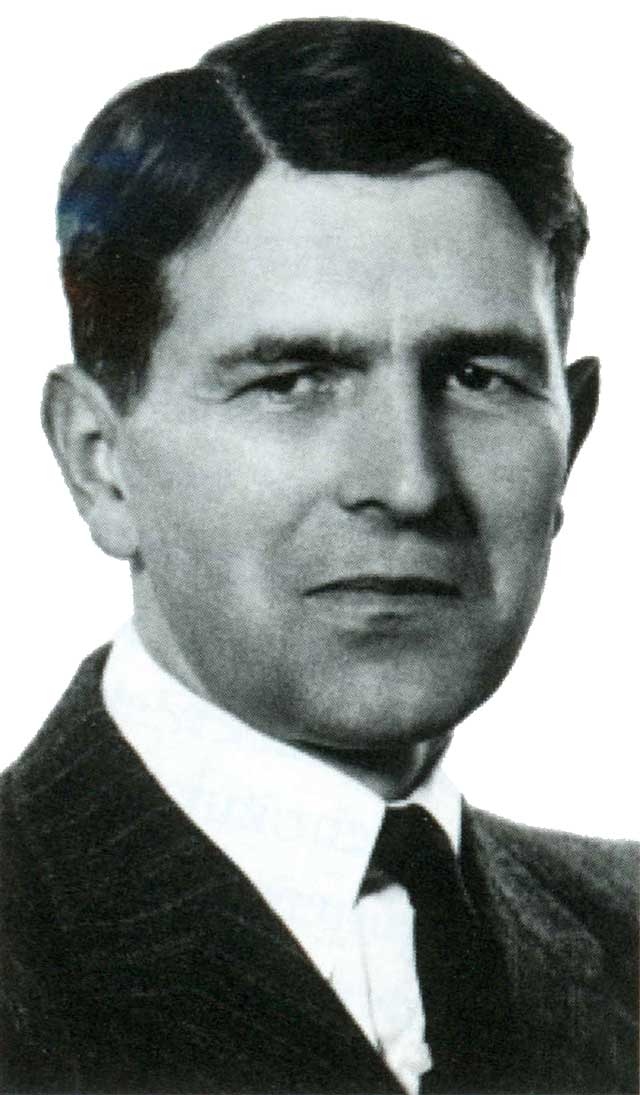
Hans Wahl

Hans Wahl (* 20. Mai 1902; † 13. September 1973) war ein Schweizer Dichter, der in Schaffhausen lebte und schrieb.

## Leben
Hans Wahl notierte 1959 über sich selbst:

«Geboren am 20. Mai 1902, wahrscheinlich mit widerwilligem Geschrei, weil ich die Öffentlichkeit scheue. Schöne Jugendzeit mit der Schwester zusammen in Schaffhausen; hier auch Schulen bis zur Matur. Nach allzufrühem Tod des Vaters, eines Zollbeamten, Abbruch der in Zürich und Genf betriebenen volkswirtschaftlichen Studien und Eintritt in den biblischen Berufsstand meines Vaters. Von meiner Frau mit zwei wohlgeratenen Kindern beschenkt, auf die ich als Co-Autor rechtschaffen stolz bin. Liebhabereien: Schreiben, Malen, Lesen, Faulenzen (wobei umgekehrte Reihenfolge richtiger wäre, aber ich bin schliesslich gutbürgerlich erzogen worden). Genügt das?

Mir genügt es.»

## Publikationen
- 1944: Der Unscheinheilige – Ein Dorniger Legendenkranz. Ein Legendenkranz aus dem Spätmittelalter. Morgarten-Verlag Zürich, 1944. (Buchpreis der Schweizerischen Schillerstiftung)
- 1960 u. 2009: Had-schi. Ein chinesisches Märchen, Verlag Alfred Meili Schaffhausen (1960).
- 1961: Unter dem Zeichen. Weihnachtslegenden. Morgarten-Verlag Zürich.

posthum
- 1981: Der kristallene Schlüssel. 47 Kunstmärchen. St.-Arbogast-Verlag, Muttenz, ISBN 3-85874-018-7.
- 1986: Der Pferdedieb. Kalendergeschichten, St.-Arbogast-Verlag Basel. ISBN 3-85874-029-2.
- 2011: gesponnen und gereimt. Eine Erzählung und 18 Gedichte.
- 2013: gestrickt, gesponnen und gereimt. Erzählungen und Gedichte. (CD)
- 2014: Der Unscheinheilige und BONI. (CD)
- 2015: Variationen vom Totentanz von Hans Wahl mit Erinnerungen an Hans Wahl. Redigiert, kommentiert, illustriert und ediert von Hans Peter Wahl, ZO-Verlag, Wetzikon ZH, ISBN 978-3-85981-272-7.
- 2015: Schlaf süss, mein Herzensschätzchen. Eine Gutenachtgeschichte von Hans Wahl, ediert und illustriert von Hans Peter Wahl. Wetzikon ZH.